# دسته‌بندی اسپرم
دسته‌بندی اسپرم (به انگلیسی: Sperm sorting) به معنی برای انتخاب نوع سلول اسپرم برای بارور کردن سلول تخمک است. چندین تکنیک مرسوم سانتریفیوژ یا اسپرم‌شویی روش‌های جدید به‌کاررفته مانند فلوسیتومتری امکانات دسته‌بندی اسپرم را گسترش می‌دهد و تکنیک‌های جدید دسته‌بندی اسپرم در حال گسترش است.
می‌توان از آن برای جداسازی اسپرم‌هایی که سالم‌ترین هستند و همچنین برای تعیین صفات خاص‌تر، مانند انتخاب جنسیت که در آن اسپرم‌ها بر اساس جمعیت‌های دارای کروموزوم X- (مؤنث) و Y- (مرد) جدا می‌شوند، استفاده کرد. تفاوت در محتوای DNA اسپرم‌های «دسته‌بندی جنسی» حاصل می‌توانند همراه با دیگر فناوری‌های کمکی باروری مانند درون‌کاشت مصنوعی یا لقاح آزمایشگاهی (IVF) برای تولید فرزندان جنسی مورد نظر - در جانوران کشاورزی و همچنین در عمل پزشکی انسان مورد بهره‌برداری قرار گیرند.